# Les Bérets rouges
Pour plus de détails, voir Fiche technique et Distribution.
Les Bérets rouges (The Red Beret) est un film américano-britannique réalisé par Terence Young et sorti en 1953.

## Synopsis
C'est l'histoire de l'opération Biting, un raid des services alliés pendant la Seconde Guerre mondiale contre une station radar allemande située à La Poterie-Cap-d'Antifer en février 1942. Le film se termine sur les combats de la 1st Airborne Division en Afrique du Nord.

## Fiche technique
- Titre : Les Bérets rouges
- Titre original : The Red Beret
- Réalisation : Terence Young
- Scénario : Richard Maibaum, Frank S. Nugent et Sy Bartlett d'après le livre du même nom d'Hilary St George Saunders
- Photographie : John Wilcox
- Cadreurs : Robert Day et Ted Moore (non crédité)
- Costumes : Julie Harris
- Pays de production :  Royaume-Uni |  États-Unis
- Langue : Anglais, Allemand
- Format : Couleurs (Technicolor) — 35 mm — 1,37:1 — Son : Mono  (RCA Sound System)
- Genre : Film dramatique, Film de guerre
- Durée : 88 minutes (1 h 28)
- Dates de sortie : 
  - Royaume-Uni : 11 août 1953 (Londres)
  - Australie : 4 décembre 1953
  - États-Unis : 30 décembre 1953 (New York)
  - France : 26 mai 1954
- Affiches : Boris Grinsson, Guy-Gérard Noël, René Péron (France)

## Distribution
- Alan Ladd (V.F : Raymond Loyer) : Canada
- Leo Genn  (V.F : Jean Martinelli) : Major Snow (inspiré du Major Frost)
- Susan Stephen : Penny Gardner
- Harry Andrews  (V.F : Gerald Castrix) : Sergent
- Donald Houston : Taffy
- Anthony Bushell : General Whiting
- Patric Doonan : Flash
- Stanley Baker : Breton
- Lana Morris : Pinky
- Tim Turner  (V.F : Jean Claudio) : Rupert
- Michael Kelly : Dawes
- Anton Diffring : The Pole
- Thomas Heathcote : Alf
- Carl Duering : Rossi
- John Boxer : Flight Sgt. Box (inspiré du Flight Sgt. Cox)
- Michael Balfour  (V.F : Jean Clarieux) :Sergent Americain